# 커미셔너스 트로피 (MLB)
커미셔너스 트로피(Commissioner's Trophy)는 월드 시리즈에 우승한 메이저 리그 베이스볼 팀에게 야구 커미셔너가 수여하는 상이다. 최근의 트로피 디자인은 북아메리카의 최상위의 두 리그, 내셔널 리그와 아메리칸 리그에 각각 소속된 팀을 나타내는 깃발을 담고 있다. 그 해의 월드 시리즈에 참여한 두 팀은 이전에는 트로피의 바닥 위 두 프레스 핀으로 표현되었다. 내셔널 하키 리그의 스탠리 컵, 내셔널 풋볼 리그의 빈스 롬바르디 트로피, 전미 농구 협회의 래리 오브라이언 트로피 와는 다르게, 미국의 네 개의 메이저 스포츠 중에서는 유일하게 특정 인물의 이름을 따서 이름지은 트로피가 아니다.

## 역사
이 트로피는 세인트루이스 카디널스가 보스턴 레드삭스를 이긴 1967년에 처음 수여되었다. 스탠리 컵은 우승 팀에게 계속 물려지는 반면에 롬바르디 트로피, 오브라이언 트로피와 같이, 커미셔너스 트로피는 매년 새로 만들어진다. 그 이후로 지금까지, 커미셔너스 트로피는 42회 수여되었다. 1994년에는 선수 파업으로 8월 11일에 시즌이 중단되면서 전체 포스트 시즌이 취소가 되었기 때문에 이 해에는 유일하게 수여되지 않았다. 커미셔너스 트로피의 최다 수상팀은 1967년 이후로 월드 시리즈 통산 7회 우승한 뉴욕 양키스이다. 각각 3회 우승한 세인트루이스 카디널스와 신시내티 레즈는 내셔널 리그 팀 중에서 공동 최다 수상을 했고, 오클랜드 애슬레틱스는 아메리칸 리그 팀 중에서 4회 수상했다. 가장 최근 수상은 2013년 월드 시리즈에서 우승한 아메리칸 리그 팀 보스턴 레드삭스이다.

## 디자인
현재 트로피 디자인은 1999년에 일부를 다시 디자인한 것으로, 티파니에서 만들어졌다. 이전의 트로피는 미네소타주 오와토나의 로런스 보걸이 디자인했다. 트로피는 바닥을 제외하고 61 cm (24 인치) 높이에, 지름은 28 cm (11 인치)이다. 약 14 kg (30 파운드)이며 스털링 실버로 만들어졌다. 트로피는 깃발 하나가 하나의 메이저 리그 팀을 상징하는 30개의 금도금된 깃발이 특징이며, 세계를 상징하는 위도와 경도선으로 감싸진 은 야구공 위로 세워져 있다. 또한 야구공에는 24 캐럿 금도금된 은 야구공 실밥이 포함되어 있다. 바닥에는 "Presented by the Commissioner of Baseball (야구 커미셔너가 수여함)" 이라고 커미셔너의 사인이 새겨져 있다. 새로운 디자인은 2000년 월드 시리즈가 끝난 뒤에 우승을 차지한 양키스에게 처음으로 수여되었다.

## 같이 보기
- 커미셔너스 트로피 수상자 목록
- 크로니클-텔레그래프 컵
- 템플 컵